# Jeongol
Il jeongol (전골?) è una hot pot tipica della cucina coreana preparata sobbollendo nel brodo carne o frutti di mare, verdure, funghi, condimenti e altri ingredienti a scelta in una casseruola. È simile al jjigae, ma si distingue da esso in quanto il jeongol ha solitamente una varietà di ingredienti principali anziché uno solo, e il brodo è meno salato. Inoltre, in origine il jeongol era destinato all'aristocrazia e alla corte reale, mentre il jjigae era un piatto più semplice consumato dal popolo.

## Preparazione
Il jeongol è comunemente preparato con manzo a fette o frutti di mare, verdure e funghi, ponendo le proteine all'esterno e le verdure al centro in una casseruola apposta, la jeongolteul (전골틀?). Il gopchang jeongol, preparato con intestini animali, si cucina con anche la gochujang. Una volta aggiunta una modesta quantità di brodo, il tutto viene sobbollito al centro della tavola, dove resta a disposizione dei commensali. Il brodo, che viene continuamente aggiunto nella casseruola durante l'intera durata del pasto, varia in base al tipo di jeongol.
In Corea del Nord, la carne viene marinata per un giorno con salsa di soia, zucchero, scalogno, aglio, semi e olio di sesamo, pepe, pera a fette e aceto, quest'ultimo utilizzato per scopi antibatterici e per migliorare la consistenza della carne.

## Storia
Secondo il Manguksamulgi-won yeoksa (만국사물기원역사?, 萬國事物紀原歷史?; lett. "Storia di vari oggetti da tutto il mondo") del 1909, il jeongol trarrebbe le sue origini dal periodo dei Tre regni di Corea, quando i soldati in guerra cuocevano il proprio cibo negli elmi, data la carenza di utensili da cucina. Tra le usanze del decimo mese lunare figura inoltre il nallohoe (난로회?, 煖爐會?; lett. "cena attorno al braciere"), durante il quale le famiglie erano solite riunirsi attorno a una casseruola di manzo e verdure sobbollite nel brodo di carne.

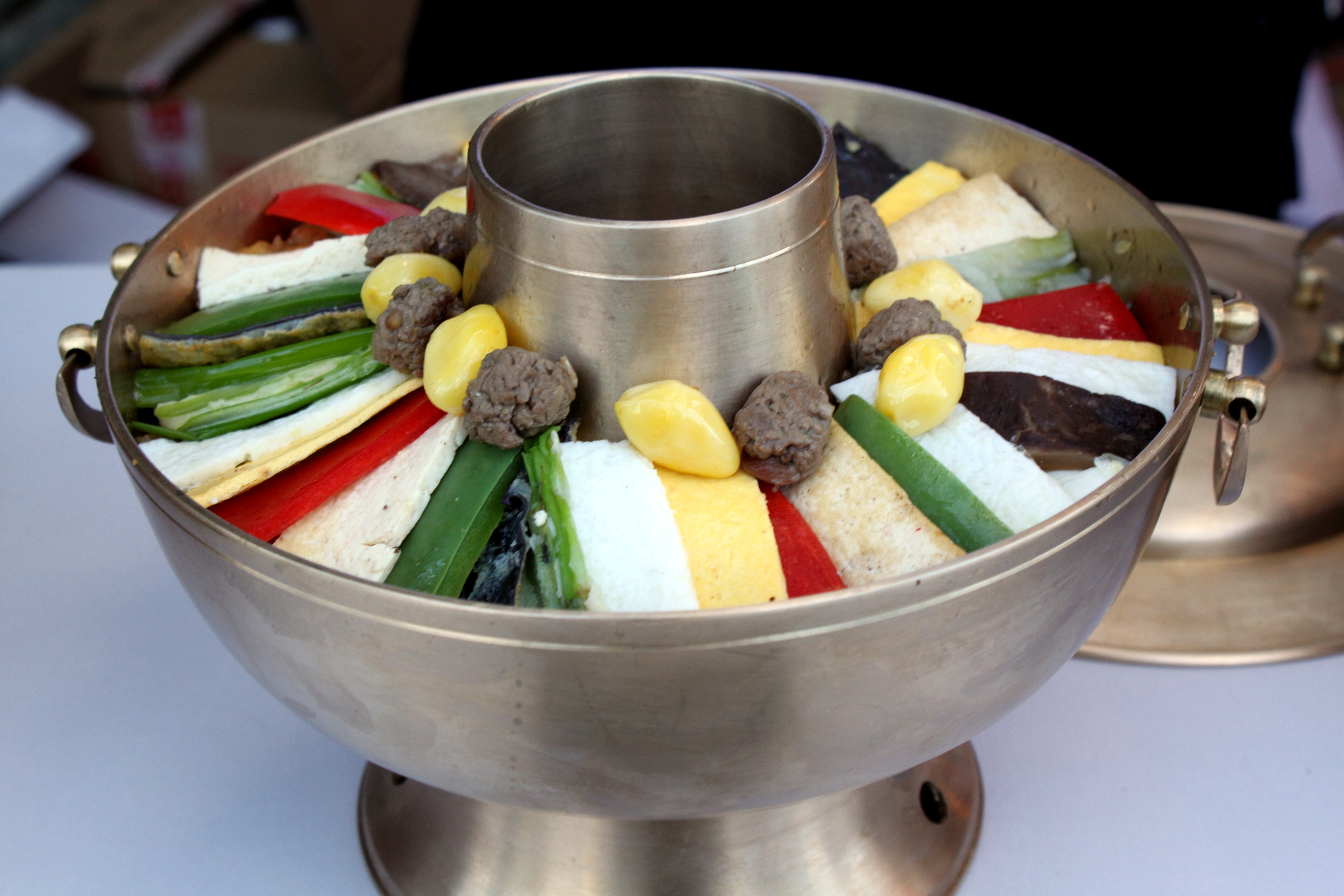
Il sinseollo, un tipo di jeongol preparato per la famiglia reale.

Lo Onghui japji (옹희잡지?, 雍熙雜誌?) riporta che la preparazione partisse bollendo ravanello comune, prezzemolo giapponese e cipollotto tritati nella salsa di soia; la cottura continuava sul carbone aggiungendo la carne tagliata molto sottile solo in seguito, dopo averla marinata nel gireumjang. Il ricettario Siuijeonseo (시의전서?, 是議全書?) prevedeva che la carne venisse cosparsa di pinoli tritati, con l'aggiunta occasionalmente di germogli di bambù, moscardini e ostriche.
Il Gyeongdo japji (경도잡지?, 京都雜志?) fa riferimento alla casseruola per la cottura del jeongol usando il nome jeolliptu (전립투?), letteralmente "cappello di soldato", dal quale avrebbe preso il nome per la somiglianza con un elmo. Due tipi di casseruole per jeongol sono sopravvissuti dai tempi di Joseon, quelle di pietra e quelle di ghisa. Le prime sono più profonde e hanno la forma di una piastra concava senza un'area rialzata separata sul bordo esterno; quelle di ghisa hanno invece un bordo sul quale venivano grigliate le fette di carne e le verdure marinate, mentre nell'incavo centrale si cuoceva la zuppa.